# Tosia neossia
Tosia neossia is een zeester uit de familie Goniasteridae.
De wetenschappelijke naam van de soort werd in 2009 gepubliceerd door Naughton & O'Hara.